# Asvero Gravelli
Asveroglio Gravelli (Brescia, 30 dicembre 1902 – Roma, 20 ottobre 1956) è stato un giornalista, scrittore e politico italiano, esponente del fascismo intransigente e direttore della rivista mensile Antieuropa.
Considerato una delle figure più significative della “seconda ondata” fascista: durante gli anni trenta aderì, con altri giovani delusi dalla sclerotizzazione del regime, all'ideale di un universalismo fascista: si proponeva quindi una rivoluzione permanente contro la vecchia Europa democratica in nome di una nuova Europa fascista. Nei suoi propositi le guerre intraprese dal fascismo e soprattutto la Seconda guerra mondiale avrebbero dovuto realizzare il progetto di rinnovamento reazionario e antidemocratico dell'Europa; a questo progetto dava un certo ascolto lo stesso Mussolini.

## Biografia
Nacque a Brescia il 30 dicembre 1902, figlio di Mario, che fu uno dei fondatori e dirigenti della Marelli, e di Maria Massara. Asvero Gravelli, anche in base ad una forte somiglianza con Mussolini, era indicato all'epoca come figlio naturale del Duce. A soli 17 anni abbandonò gli studi per lavorare come operaio presso le officine di Torino e quindi come tornitore alle Officine Meccaniche di Reggio Emilia. Subito dopo la fine della guerra militò nel gruppo giovanile sindacalista rivoluzionario di Filippo Corridoni e nella Lega antibolscevica.

### Nel fascismo
Nel 1919 partecipò all'adunata di San Sepolcro con Mussolini; iscritto ai Fasci di combattimento dal 23 marzo 1919, il successivo mese tenne un comizio a Brescia, dove fondò con Alessandro Melchiori il locale fascio cittadino, venendo aggredito. Coinvolto in numerosi scontri fisici con socialisti e comunisti, vi rimase ferito il 12 settembre 1919, e fu arrestato pochi mesi dopo per aver partecipato ad una mortale aggressione contro elementi socialisti, avvenuta a Lodi, venendo scarcerato il 23 febbraio 1920. All’inizio del mese di marzo si recò a Fiume insieme all'amico Luigi Freddi con il quale creò nel corso dell'anno le Avanguardie giovanili. Durante l’occupazione della città dalmata militò nel 22º Reparto d'assalto. Segretario politico del fascio di Sesto San Giovanni (MI), venne aggredito e percosso da operai socialisti e, nella notte fra il 18 e il 19 marzo 1921, guidò una spedizione punitiva della squadra d'azione "La Volante", che fu responsabile della distruzione della locale Camera del Lavoro cittadina.
Nella primavera del 1921 fu incaricato dalla federazione fascista di condurre la campagna elettorale nel basso lodigiano (in quei giorni si presentava ai comizi socialisti chiedendo il contraddittorio e, in caso di contestazioni, dava la parola alla squadra d'azione cui era comandante) e, con la fondazione in quello stesso anno del Partito Nazionale Fascista, collaborò al settimanale Giovinezza. Chiamato a prestare servizio militare nel Regio Esercito all’inizio del mese di ottobre del 1922, fu assegnato all'8º Reggimento bersaglieri, dove svolse subito un’attiva attiva propaganda fra i suoi commilitoni. Nella notte del 28 ottobre guidò una ribellione per uscire dalla caserma e partecipare alla marcia su Roma, venendo poi punito per quest’atto di insubordinazione, ma pochi giorni più tardi fu comandato in servizio presso il Ministero della guerra e quindi, su decisione personale di Michele Bianchi, presso il Ministero dell'interno. Il 16 ottobre 1923 assunse l’incarico di segretario generale dell'Avanguardia Giovanile Fascista - di cui era stato vicesegretario nel gennaio 1922 - da lui rappresentate alle sedute del Gran consiglio del fascismo.
Nell'estate del 1924 si scontrò sotto Palazzo Chigi con un gruppo di antifascisti, rimanendo ferito. In quello stesso anno fu attivo in campo giornalistico, fondando i periodici Giovinezza e Giovine Italia. A partire dal 1925 restò in disparte, considerato legato a Cesare Rossi. Dopo il suo allontanamento da tutte le cariche ufficiali ricoperte in seno all'organizzazione fascista, il Gravelli si diede a un'intensa attività pubblicistica, con una serie di lavori mirati all'esaltazione della gioventù fascista e alla costruzione dei suoi miti, curando, nel contempo, insieme con Aristide Campanile, alcune monografie di carattere agiografico relative a temi cari alla cultura fascista. Nell’aprile 1929 fondò la rivista Anti-Europa (che godeva dell’appoggio di Arnaldo Mussolini), e poi il supplemento Ottobre, che divenne successivamente un quotidiano, a partire dal febbraio 1934.

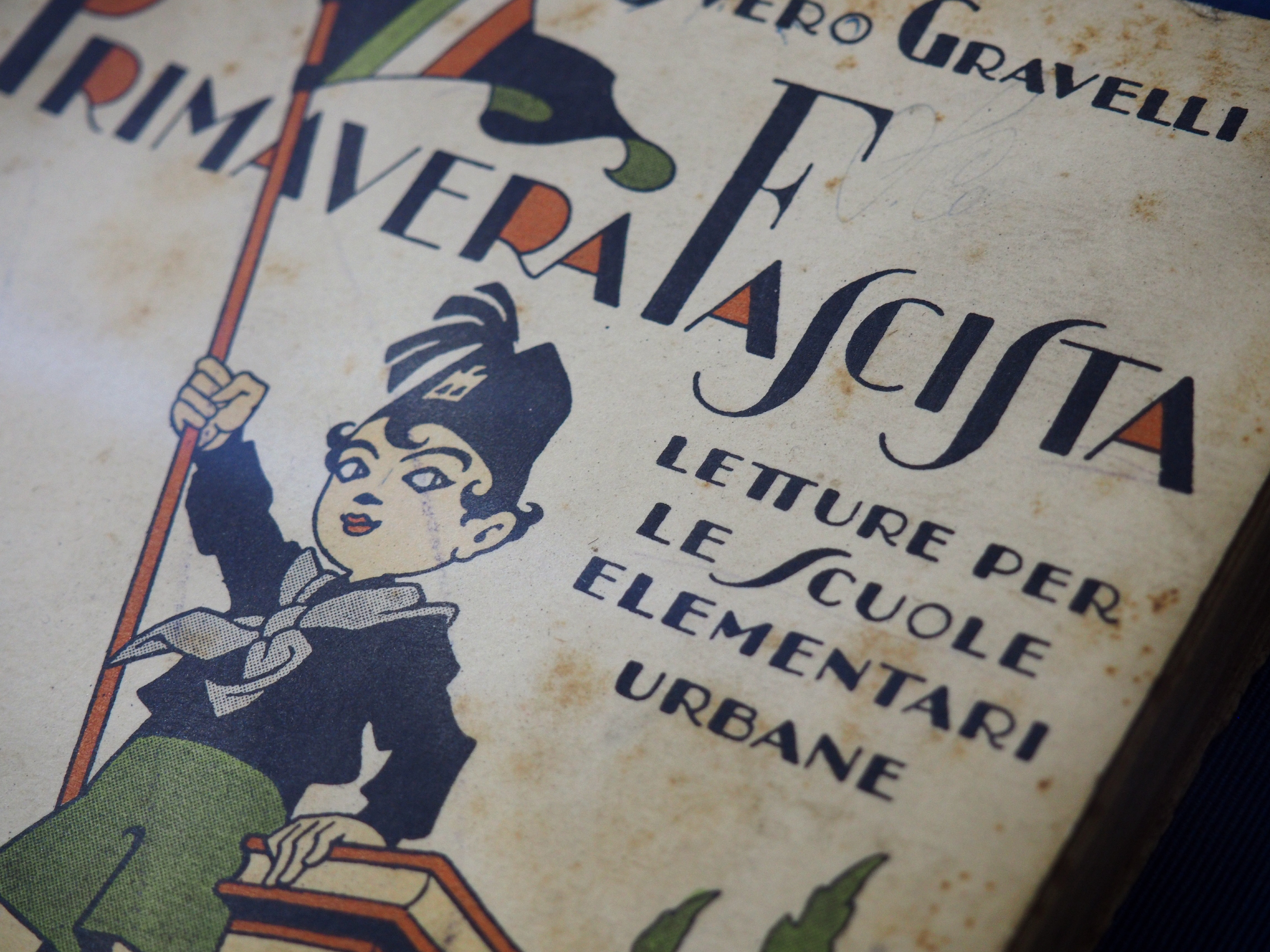
Copertina del libro Primavera Fascista, di Asvero Gravelli, 1929.

Nominato nel 1930 console generale della Milizia Volontaria per la Sicurezza Nazionale, in quegli anni condusse vita agiata nella Capitale, allacciando relazioni amorose con le dive di Cinecittà e frequentando i migliori ristoranti cittadini: di queste faccende mondane, Mussolini fu sempre ragguagliato dalla polizia segreta. Nel luglio 1933 fu tra i principali ispiratori della creazione dei Caur (Comitati d'Azione per l'Universalità di Roma), la cui direzione fu poi affidata da Mussolini a Eugenio Coselschi. Nel corso del 1934 la rivista Anti-Europa dedicò un numero speciale al razzismo e all’antisemitismo, in funzione nettamente anti-hitleriana. Partecipò come volontario all'invasione dell'Etiopia in forza alla 5ª Divisione CC.NN. "1 febbraio" comandata da Attilio Teruzzi, ma ritornò in Patria anzitempo: pare che il suo comportamento militare non sia stato irreprensibile, tanto che durante il corso delle operazioni Giuseppe Bottai e Paolo Monern lo tacciarono di viltà e ne descrissero il crollo psicofisico: secondo la loro testimonianza, giunse all'Asmara «lacrimante, sbattuto, ridotto a uno straccio».
Caduto nuovamente in disgrazia (tra l'agosto e il settembre 1936, per ordine di Mussolini, furono sospese le pubblicazioni di Ottobre e di Anti-Europa), partì volontario per combattere nella guerra di Spagna, durante la quale si distinse nei carristi. In forza come capomanipolo alla 2ª Compagnia carri d'assalto della 4ª Divisione CC.NN. "Littorio", al comando del generale Annibale Bergonzoli, venne ferito due volte in azione e decorato con due Medaglie d’argento e una di bronzo al valor militare. Riabilitato agli occhi del Duce, riprese la direzione di Anti-Europa, ma le ferite riportate in combattimento gli preclusero la possibilità di partecipare alla seconda guerra mondiale. Aderì alla campagna razzista del 1938 - che seguì l’emanazioni delle leggi razziali fasciste - e nel 1939 fu nominato consigliere nazionale della Camera dei Fasci e delle Corporazioni.

### Nella RSI
Dopo la caduta del fascismo, avvenuta il 25 luglio 1943, fu arrestato e imprigionato a Forte Boccea, dal quale fu liberato dai tedeschi dopo l'8 settembre, aderendo tra i primi alla Repubblica Sociale Italiana. Arruolatosi nella divisione Waffen SS-Grenadier "Italia", cominciò a organizzare spettacoli teatrali e proiezioni cinematografiche per le truppe tedesche a Milano. Nel marzo 1945 fu nominato sottocapo di Stato maggiore della Guardia Nazionale Repubblicana,.

### Nel dopoguerra
Dopo il crollo della Repubblica di Salò fu preso prigioniero dai partigiani e imprigionato nel carcere di San Vittore a Milano fino al 1947, quando fu liberato per la sopraggiunta amnistia Togliatti. 
In quello stesso anno aderì al Movimento Sociale Italiano, per poi lasciarlo quando divenne segretario Arturo Michelini. Nel 1950 fondò il settimanale l'Antidiario e poi il mensile Latinità. Nel 1954 fondò un partito d'ispirazione dannunziana, il "Movimento Legionario Italiano", che rimase però solo un progetto.
Morì nel corso del 1956, subito dopo aver pubblicato una biografia di Mussolini, incentrata sui suoi inizi di agitatore socialista in Romagna. Nel 2005 Patrizia De Blanck, personaggio televisivo italiano, affermò di poter essere la figlia naturale di Asvero Gravelli.
Gravelli fu l'autore dello stornello Al santo manganello, stampato sul retro del santino della Madonna del manganello.

## Cinema
Gravelli fu anche attivo nel cinema di regime, come soggettista e sceneggiatore.
- Giarabub di Goffredo Alessandrini (1942)[3]
- Inviati speciali di Romolo Marcellini (1943)
- L'uomo dalla croce di Roberto Rossellini (1943)

## Opere
- Giovinezza - per la propaganda fascista, con nota di Benito Mussolini, Ed. la Direzione del Partito, 1922
- I vincitori continui. Per una traccia ideale dell'avanguardismo fascista (con lettera di B. Mussolini, prefaz. di Piero Bolzon), Roma, Ed. Libreria del Littorio, 1925
- I canti della rivoluzione, Roma, Editrice Nuova Europa, 1926
- Ai BALILLA delle nuove generazioni, Milano, Alba, 1927
- I canti della Rivoluzione, I.E.G., 1928
- Primavera fascista. Letture per le scuole elementari urbane, Milano, A. Mondadori, 1929
- Lavoro fascista. Antologia per il biennio comune della scuola secondaria di avviamento al lavoro, Firenze, Vallecchi, 1930, voll. 2
- Primi elementi di cultura fascista, Firenze, Vallecchi, 1930
- La marche de Rome et l'Europe, Ed. Antieuropa, Roma, 1931
- 50 Stornelli per giovani fascisti con aggiunte e canti di camicie nere, Roma, Ed. Nuova Europa, 1931
- Verso l'Internazionale fascista, Roma, Nuova Europa, 1932
- A te giovane fascista, Roma, Nuova Europa, 1932
- Dittatura (a cura di Asvero Gravelli), Roma, Nuova Europa, [1934]
- Europa con noi, Roma, Nuova Europa, 1933[11]
- Africa: espansionismo fascista e revisionismo (a cura di Asvero Gravelli), Roma, Nuova Europa, [1933]
- Noi attraversiamo la strada della storia, Roma, Nuova Europa, 1933
- Mussolini, Hitler und die Revision, Kittler Verlag, Leipzig, 1933
- Crisi del sistema economico; rapporto alla Conferenza Economica Paneuropea in Vienna, Ed. Nuova Europa, 1934
- Nuove direttive nell'economia internazionale, rapporto alla Conferenza dell'Azione Internazionale dei Nazionalismi in Berlino - Ed. Nuova Europa, 1934
- Razzismo (a cura di Asvero Gravelli), Roma, Nuova Europa, [1934]
- Rapporto su Hitler, Ed. Nuova Europa, 1934
- Marcia su Roma (a cura di Asvero Gravelli), Roma, Nuova Europa, 1934
- Panfascismo, Roma, Nuova Europa, 1935
- Uno e molti. Interpretazioni spirituali di Mussolini, Roma, Nuova Europa, 1939
- Anti lei (a cura di Asvero Gravelli), Roma, Nuova Europa, 1939
- Razza in agonia, Roma, Nuova Europa, 1939
- Squadrismo, Ed. Nuova Europa, 1939
- Vademecum dello stile fascista. Dai fogli di disposizioni del Segretario del Partito (a cura e con prefaz. di Asvero Gravelli), Roma, Nuova Europa, [1939?]
- Così combattono gli italiani, Roma, Nuova Europa, 1941
- L'oro e il sangue, Roma, Nuova Europa, 1941
- L'Inghilterra e la Sicilia, Ed. Uff. Stampa e propaganda P.N.F., 1941
- Le mani di Mussolini, Roma, Ed. Latinita, 1950
- Mussolini aneddotico (pref. di Pierre Pascal), Roma, Ed. Latinita, 1951
- Quo vadis dux? Antistrofe politiche, Roma, Tip. Latina, 1952
- Mussolini antibolscevico. Testi riuniti da Asvero Gravelli, con 10 documenti inediti, Roma, Latinita, 195?
- Musslen, Roma, Centro editoriale nazionale divulgazioni umanistiche sociologiche storiche, 1978
- Crispi. Studio per un film sulla vita e la passione imperiale di Francesco Crispi, Roma, Nuova Europa, s.a.
- Figure e figuri del bolscevismo, Roma, Nuova Europa, s.a.
- L'Inghilterra e la Sicilia (a cura di Asvero Gravelli per l'Ufficio propaganda del P.N.F.), [S.d.]

### Fonti
1. 1 2 3 4 5 6 7 8 9 10 11 12 13 14 15 16 17 18  Franzinelli 2005, pp. 228-229.
2. ↑  Lo riporta ancora nel 2005 un articolo del ‘‘Corriere della Sera
3. 1 2 3 4 5 6 7 8   GRAVELLI, Asvero - Treccani, su Treccani. URL consultato il 30 gennaio 2024.
4. ↑  Laschi 2012, p. 38.
5. ↑  Santoro 2005, p. 173.
6. ↑  Rossi 2003, p. 183.
7. ↑  Giuseppe Bottai, Diario 1935-1944, Rizzoli, Milano, 1989, p. 77.
8. ↑   Asvero Gravelli: XXX Legislatura del Regno d'Italia. Camera dei fasci e delle corporazioni / Deputati / Camera dei deputati - Portale storico, su storia.camera.it. URL consultato il 30 gennaio 2024.
9. ↑   In un'intervista rilasciata per presentare la propria autobiografia, su magazine.libero.it. URL consultato il 16 novembre 2009 (archiviato dall'url originale il 30 novembre 2009).
10. ↑  Costantino Muscau, Patrizia De Blanck: sono la nipote di Mussolini – rivelazione della contessa: mio padre naturale era il figlio segreto del Duce, Corriere della Sera, Milano 26 gennaio 2005, pag. 21.
11. ↑  Laschi 2012, p. 35.